# Le Solitaire (roman, 1945)
Pour les articles homonymes, voir Le Solitaire.
Le Solitaire est un roman de Marc Blancpain publié en 1945 aux éditions Flammarion et ayant reçu le Grand prix du roman de l'Académie française la même année.

## Résumé
Ce roman est inspiré de la captivité de l'auteur dans l'Allemagne Nazie,. 

## Éditions
- Le Solitaire, éditions Flammarion, 1945.